# Wilgzuring
Wilgzuring (Rumex triangulivalvis) is een vaste plant die behoort tot de duizendknoopfamilie (Polygonaceae), de plant komt oorspronkelijk uit  de Verenigde Staten en Canada.
In Nederland komt de plant voor langs rivier- en kanaaloevers, in uiterwaarden en op ruderale plaatsen.

## Kenmerken
De plant wordt 0,5 - 1,5 m hoog, de bladeren zijn lancetvormig en glad. De bladstand is afwisselend tweerijig.
De wilgzuring wordt gekenmerkt door het ontbreken van een bladrozet en het voorkomen van okselstandige bloeiwijzen.
De bloemen bloeien van juli tot september en zijn witachtig.